# Kregg Lumpkin
Pour les articles homonymes, voir Lumpkin.
(en) Statistiques sur pro-football-reference
Kregg Lumpkin (né le 15 mai 1984 à Albany) est un joueur américain de football américain.

## Carrière

### Université
Lumpkin entre à l'université de Géorgie en 2003 et y reste jusqu'en 2007. Il rate deux saisons à cause de blessures mais durant son passage à l'université, il parcourt 1699 yards sur 352 courses (moyenne de 4,83 yards par course) et marque dix-sept touchdowns. Débutant avec le numéro #28, il termine avec le numéro #6.

### Professionnel
Il n'est pas sélectionné lors du draft de la NFL de 2008 notamment à cause de sa blessure qui l'a privé d'une grande partie de la saison 2007. Il signe donc comme agent libre avec les Packers de Green Bay. Il ne joue qu'un match avec la franchise contre les Browns de Cleveland où il parcourt cinquante-trois yards dans le match. Il est libéré le 5 septembre 2009 mais revient en équipe d'entraînement le lendemain. Bien qu'il signe un contrat le préparant à l'avenir le 11 janvier 2010, il est remercié par la franchise du Wisconsin le 4 septembre 2010.
Le lendemain, les Buccaneers de Tampa Bay proposent un contrat à Lumpkin, ce qu'il accepte, intégrant l'effectif actif de l'équipe. Il entre en cours de onze matchs durant la saison 2010 mais ne reçoit qu'un ballon sur une passe, parcourant douze yards et une percée non concluante.
Le 23 mars 2012, il signe avec les Seahawks de Seattle. Néanmoins, il ne joue aucun match avec cette équipe et est résilié le 18 septembre 2012. Le 27 novembre, il rejoint les Giants de New York et entre au cours de cinq matchs avant d'être libéré après la saison 2012.